# Espècie 8472

Logotype de l'Espècie 8472

L'espècie 8472, formalment coneguda com a Undine, és una espècie extraterrestre fictícia de la sèrie de televisió de ciència-ficció Star Trek: Voyager. L'espècie 8472 és una designació que els han donat els Borg. El joc multijugador Star Trek Online dóna el seu nom propi com a Undine.
Quan l'USS Voyager va entrar en contacte amb ells, l'Espècie 8472 estava involucrada en una guerra amb un dels antagonistes perennes de Star Trek, els Borg. Són coneguts per ser una espècie trípeda i telepàtica i pel seu ús de la biotecnologia. Es van originar del que s'anomena espai fluídic i van lluitar una guerra reeixida contra els Borg durant un temps. Van fer les paus amb la Federació mitjançant negociacions amb la capitana Kathryn Janeway de la nau de la Flota Estel·lar USS Voyager a finals del segle XXIV.

## Star Trek: Voyager
Els episodis rellevants de Star Trek: Voyager en què apareix l'espècie 8472 inclouen l'episodi 26 de la temporada 3 (final de temporada) "L'escorpí: Part 1" i l'episodi 1 de la temporada 4 (estrena de temporada) "L'escorpí: Part 2", l'episodi 16 de la temporada 4 "Presa", i l'episodi 4 de la temporada 5 "In the Flesh".
L'espècie 8472 és descoberta pels Borg el 2373 quan els Borg envaeixen l'espai fluïdic ("L'escorpí: Part 2") obrint una esquerda a l'espai utilitzant un plat deflector. Els Borg descobreixen l'espècie 8472 al Quadrant Delta i intenten assimilar la seva biotecnologia, que és més avançada que qualsevol cosa que els Borg hagin vist. Els Borg s'adonen ràpidament que l'espècie 8472 és immune a l'assimilació i que la tecnologia Borg contemporània no hi és rival. De fet, 8472 és una de les poques espècies tan avançades que les seves naus són capaces de destruir cubs Borg en segons. L'espècie 8472 envaeix el Quadrant Delta en represàlia per l'agressió dels Borg i comença un extermini sistemàtic dels Borg, així com de les espècies innocents. Durant el transcurs de cinc mesos, desenes de milers de milions de drons es perden, així com diversos centenars de planetes i naus. Quan la tripulació de la Voyager s'adona que no té més remei que travessar l'espai Borg per continuar cap a casa de manera efectiva, la capitana Kathryn Janeway trama un pla per construir una arma, basada en un tractament que el Doctor havia creat, per matar l'Espècie 8472 i utilitzar-la com a moneda de canvi amb els Borg, a canvi d'un pas segur per l'espai Borg. Els Borg accepten de mala gana. Juntament amb Janeway, els Borg desenvolupen un cap de guerra d'alt rendiment armat amb nanosondes modificades, desenvolupades pel Doctor a partir de la pròpia tecnologia dels Borg, que és eficaç per matar 8472 i els obliga a retirar-se a l'espai fluïdic. A canvi de l'ajuda de Janeway, els Borg permeten a la "Voyager" un pas segur pel seu espai durant la durada dels seus esforços de cooperació. Tanmateix, després de la retirada de l'Espècie 8472 de l'espai normal, els Borg posen fi a l'aliança a favor d'assimilar (sense èxit) la "Voyager".
Un membre de l'Espècie 8472 queda al Quadrant Delta durant la retirada i és perseguit sense descans per un grup d'Hirogen durant alguns mesos.
Preocupada per l'amenaça que representa la humanitat, l'Espècie 8472 construeix 13 "terrasferes" al Quadrant Delta i recrea l'Acadèmia de la Flota Estel·lar a dins, com a base per a una missió de recopilació d'intel·ligència a la Terra. El pla és descobert per la "Voyager" i comencen les converses de pau. Janeway convenç l'Espècie 8472, liderada per un individu que es fa passar per Boothby, que la Federació Unida de Planetes no hi té cap problema; de fet, la Federació ni tan sols sap de l'existència de l'Espècie 8472, excepte la tripulació de la Voyager, i la tripulació sap perfectament que els mateixos Borg van iniciar la guerra entre les dues espècies envaint l'espai fluïdic per assimilar la tecnologia superior de l'Espècie 8472.

## Videojocs
L'Espècie 8472 apareix com a vilana als videojocs Star Trek: Voyager – Elite Force i Star Trek: Armada II. També apareixen a Star Trek Online, on se'ls coneix com a Undine. A Star Trek: Alien Domain, són els principals antagonistes.

## Recepció
El 2017, Screen Rant va classificar l'espècie 8472 com l'onzena extraterrestre més estranya de Star Trek. Vera Rule de The Guardian va dir que el seu disseny els recordava "la bio-malícia de HR Gigerish però amb animació de Ray Harryhausen".